# Aspalathus caespitosa
Aspalathus caespitosa är en ärtväxtart som beskrevs av Rolf Martin Theodor Dahlgren. Aspalathus caespitosa ingår i släktet Aspalathus och familjen ärtväxter. Inga underarter finns listade i Catalogue of Life.